# Camera dei rappresentanti della Bosnia ed Erzegovina
La Camera dei rappresentanti della Bosnia ed Erzegovina (in bosniaco: Predstavnički Dom, in croato: Zastupnički Dom, in serbo: Представнички Дом, è una delle due camere (quella bassa) dell'Assemblea parlamentare della Bosnia ed Erzegovina (l'altra è la Camera dei popoli).
La Camera dei rappresentanti consiste di 42 membri eletti con il sistema proporzionale. 28 membri sono eletti dalla Federazione di Bosnia ed Erzegovina, mentre 13 dalla Repubblica Serba. Le elezioni si svolgono ogni quattro anni; l'ultima si è tenuta il 2 ottobre 2022. Il compito principale di questa camera, insieme a quella alta, è esercitare il potere legislativo.